# 浜小倉駅
浜小倉駅（はまこくらえき）は、福岡県北九州市小倉北区西港町にある日本貨物鉄道（JR貨物）鹿児島本線の貨物駅である。
現在は、車扱貨物の臨時取扱駅となっており定期貨物列車の発着はないが、待避時等に貨物列車の数本がこの駅に停車する。

## 歴史
- 1969年（昭和44年）10月1日：国鉄鹿児島本線の駅として開業[1]。
- 1987年（昭和62年）4月1日：国鉄分割民営化によりJR貨物の駅となる[1]。
- 2002年（平成14年）3月23日：貨物列車の設定廃止[2]。

## 駅構造
地上駅。2002年の貨物列車設定廃止前は、3面6線のコンテナホーム、仕分線、着発線などがあった。着発線と荷役線は、九州工大前駅方面に伸びていた引き上げ線を介して繋がっていた。
2007年頃からホーム・レールなどの施設の撤去が始められ、2008年4月に小倉コロナワールドが、その後にビッグモーター（現WECARS）小倉西港店が駅跡地での営業を開始した。ただし土地の所有者はJR貨物のままであり、2017年1月現在、浜小倉駅の名前も時刻表で現存している。駅舎も窓等が板で封鎖されている状況であるが、駅としての登録は残っているため放置状態ではなく、当時の注意書きや立て看板など、遺構は比較的良好な形で現存している。
駅構内にJR貨物北九州営業支店が存在したが、北九州貨物ターミナル駅に移転している。

## 隣の駅
九州旅客鉄道（JR九州）
鹿児島本線
西小倉駅 - 浜小倉駅 - 九州工大前駅